# Węgorzewo (powiat złotowski)
Węgorzewo (do końca 2005 Węgorzewo Szczecineckie) – wieś w Polsce położona w województwie wielkopolskim, w powiecie złotowskim, w gminie Okonek.
W latach 1975–1998 miejscowość administracyjnie należała do województwa pilskiego.
We wsi znajduje się zabytkowy kościół św. Stanisława Biskupa i Męczennika.